# 克里斯蒂安·德·迪夫
克里斯蒂安·勒内·德·迪夫（法語：Christian René de Duve，法語發音：[kʁistjɑ̃ ʁəne də dyv]；1917年10月2日—2013年5月4日），出生於英國的細胞學家與生物化學家，是比利時移民的後裔。1920年，他與家人一起回到比利時。
他主要的研究領與在生物化學與細胞生物學，他偶然地發現了真核生物的兩種細胞器，包括过氧化物酶体、與溶酶体。1974年，由於對細胞構造的研究，而與阿爾伯特·克勞德及喬治·帕拉德共同獲得諾貝爾生理學或醫學獎。近年的研究則主要在於生命的起源，例如內共生學說。

## 经历
早年在比利时鲁汶天主教大学学习，并于1947年成为该校教授。
1970年，比利时鲁汶天主教大学分裂以后，克里斯蒂安·德迪夫前往法语鲁汶天主教大学担任教授。1974年，由於對細胞構造的研究，而與阿爾伯特·克勞德及喬治·帕拉德共同獲得諾貝爾生理學或醫學獎。法语鲁汶天主教大学现有实验室以他的名字命名。
克里斯蒂安·德迪夫是於1951年9月15日成立的比利时生物化学与分子生物学学会的創始成員之一。
2013年，克里斯蒂安·德·迪夫在住家跌倒，決定施行安樂死。其子由美國返家，5月4日，在家人環繞下，以安樂死的方式辭世，享壽95歲。

## 著作
- A Guided Tour of the Living Cell（1984）ISBN 0-7167-5002-3
- Blueprint For a Cell: The Nature and Origin of Life（1991）ISBN 0-89278-410-5
- Vital Dust: Life As a Cosmic Imperative （1996）ISBN 0-465-09045-1
- Life Evolving: Molecules, Mind, and Meaning（2002）ISBN 0-19-515605-6
- Singularities: Landmarks on the Pathways of Life（2005）ISBN 978-0-521-84195-5

## 外部連結
- Autobiography （页面存档备份，存于）
- Christian de Duve's Life Story on Peoples Archive
- Free to view video interview with Christian de Duve （页面存档备份，存于） provided by the Vega Science Trust.